# Isaac Álvarez
Isaac Álvarez (ur. 16 lipca 1933, zm. ?) – boliwijski piłkarz i trener, reprezentant kraju, grający na pozycji pomocnika. 

## Kariera piłkarska
Isaac Álvarez całą swoją karierę klubową spędził w zespole Club 31 de Octubre.
W 1963 został powołany na Copa América, na którym Boliwia zdobyła jedyny tytuł w historii. Turniej spędził na ławce rezerwowych. Pierwsze spotkanie w reprezentacji rozegrał 22 sierpnia 1965, a przeciwnikiem był Paragwaj. Mecz ten zakończył się zwycięstwem Boliwii 2:1. Drugi i ostatni raz zagrał w kadrze 29 sierpnia 1965, w przegranym 1:2 meczu z Argentyną.
| Mecze i gole w reprezentacji | Mecze i gole w reprezentacji | Mecze i gole w reprezentacji | Mecze i gole w reprezentacji | Mecze i gole w reprezentacji | Mecze i gole w reprezentacji | Mecze i gole w reprezentacji |
| #                            | Data                         | Miasto                       | Przeciwnik                   | Gol                          | Wynik                        | Rozgrywki                    |
| ---------------------------- | ---------------------------- | ---------------------------- | ---------------------------- | ---------------------------- | ---------------------------- | ---------------------------- |
| 1.                           | 22.08.1965                   | La Paz                       | Paragwaj                     |                              | 2:1                          | El. MŚ 1966                  |
| 2.                           | 29.08.1965                   | La Paz                       | Argentyna                    |                              | 1:2                          | El. MŚ 1966                  |

## Sukcesy
Boliwia
- Copa América (1): 1963 (1. miejsce)

## Kariera trenerska
Álvarez czterokrotnie w latach 1982, 1988, 1990 oraz 1991 pełnił funkcję tymczasowego trenera w zespole Club The Strongest.